# Elmar Abma
Elmar Abma, né le 26 juin 2004 à Boijl, est un coureur cycliste néerlandais. Il est membre de l'équipe Wanty-Nippo-ReUz. 

## Biographie
Elmar Abma est originaire de la Frise. Durant son enfance, il joue d'abord au football. Son père l'incite toutefois à s'orienter vers le vélo. Sous l'impulsion de ce dernier, il participe à sa première course cycliste vers 2014, qu'il gagne. Il est alors âgé de dix ans. Peu de temps après, il remporte un titre de champion national. Il prend ensuite une licence au WV de Driehoek, un club basé dans la province d'Overijssel. Dans les catégories de jeunes, il participe à des compétitions sur route, sur piste, en VTT et en cyclo-cross,. 
Chez les juniors, il porte les couleurs du Willebrord Wil Vooruit, un club néerlandais réputé. Bon rouleur, il se classe deuxième du championnat des Pays-Bas du contre-la-montre juniors en 2021. Il remporte également le titre de champion national junior sur route en 2022, malgré une saison perturbée par le coronavirus et une fracture au coude. La même année, il se classe deuxième de l'épreuve chronométrée de l'Acht van Bladel, au niveau international. Il se distingue aussi sur piste en finissant premier de l'omnium et deuxième de l'américaine aux championnats d'Europe juniors. Au mois de décembre, il s'adjuge le titre élite dans l'omnium aux championnats des Pays-Bas, alors qu'il n'a pas encore dix-neuf ans. 
Pour ses débuts espoirs, il intègre l'équipe Allinq Continental en 2023. Il souhaite alors concilier le plus longtemps possible la route et la piste. Sur les vélodromes, il devient double champion des Pays-Bas élites, dans l'omnium et l'américaine (avec Yanne Dorenbos). Il obtient par ailleurs trois médailles de bronze aux championnats d'Europe espoirs, dans le scratch, l'omnium et l'élimination. 
En 2024, il rejoint la formation VolkerWessels. Avec cette structure, il s'impose notamment sur une étape de l'Olympia's Tour. Il termine également troisième de la course en ligne et du contre-la-montre aux championnats des Pays-Bas espoirs. La même année, il participe à diverses échappées sur le ZLM Tour, au milieu des professionnels. Il est remarqué à cette occasion par Adriaan Helmantel, l'un des directeurs sportifs d'Intermarché-Wanty. Grâce à ses bons résultats, il est transféré dans l'équipe de développement Wanty-Nippo-ReUz en 2025. 

## Palmarès sur piste

### Championnats d'Europe
| Édition / Épreuve      | Omnium | Américaine | Élimination | Scratch |
| Anadia 2022 (juniors)  | Or     | Argent     |             |         |
| Anadia 2023 (espoirs)  | Bronze |            | Bronze      | Bronze  |
| Cottbus 2024 (espoirs) |        |            |             | Bronze  |

### Championnats nationaux
- 2022
  -  Champion des Pays-Bas de l'omnium
  - 3e du championnat des Pays-Bas de l'américaine
  - 3e du championnat des Pays-Bas du scratch
- 2023
  -  Champion des Pays-Bas de l'omnium
  -  Champion des Pays-Bas de l'américaine (avec Yanne Dorenbos)
  - 2e du championnat des Pays-Bas de course aux points
- 2024
  - 2e du championnat des Pays-Bas de poursuite

## Palmarès sur route

### Par année
- 2021
  - 2ea étape du Sint-Martinusprijs Kontich (contre-la-montre)
  - Tour de la Pévèle
  - 2e de La Cantonale Juniors
  - 2e du championnat des Pays-Bas du contre-la-montre juniors
- 2022
  -  Champion des Pays-Bas sur route juniors
  - Circuit de Yerseke
- 2024
  - 1re étape de l'Olympia's Tour
  - 3e du championnat des Pays-Bas du contre-la-montre espoirs
  - 3e du championnat des Pays-Bas sur route espoirs

### Classements mondiaux
| Année                                 | 2024  |
| ------------------------------------- | ----- |
| Classement mondial                    | 1281e |
| UCI Europe Tour                       | 855e  |
|                                       |       |
| Légende : nc = non classéSource : UCI |       |